# Torneo Uncaf Sub-17
El Torneo Uncaf Sub-17 es un torneo internacional que reúne a los siete países centroamericanos. El torneo es utilizado de preparación para las eliminatorias del Campeonato Sub-17 de la Concacaf.

## Formato
Los equipos se dividen en dos grupos, en un formato que esta establecido en un todos contra todos, los dos primeros lugares de cada grupo avanzan a la final en un partido único.

## Historial
| Torneo Uncaf Sub-17 | Torneo Uncaf Sub-17 | Torneo Uncaf Sub-17 | Torneo Uncaf Sub-17 | Torneo Uncaf Sub-17 |
| Temp.               | Campeón             | Resultado           | Subcampeón          |                     |
| ------------------- | ------------------- | ------------------- | ------------------- | ------------------- |
| 2006                | Costa Rica          | Liga                | El Salvador         |                     |
| 2007                | El Salvador         | Liga                | Costa Rica          |                     |
| 2009                | Costa Rica          | Liga                | Panamá              |                     |
| 2011                | Costa Rica          | Liga                | Panamá              |                     |
| 2013                | Guatemala           | Liga                | Costa Rica          |                     |
| 2015                | Costa Rica          | Liga                | Honduras            |                     |
| 2017                | Costa Rica          | Liga                | Panamá              |                     |
| 2018                | Panamá              | Liga                | Costa Rica          |                     |
| 2022                | Honduras            | 2:2 (4:3 pen.)      | México              |                     |
| 2024                | Guatemala           | 2:2 (4:3 pen.)      | Honduras            |                     |

## Palmarés

### Títulos por país
| Selección   | Títulos | Subcampeón | Años campeonatos             | Años subcampeonatos |
| ----------- | ------- | ---------- | ---------------------------- | ------------------- |
| Costa Rica  | 5       | 3          | 2006, 2009, 2011, 2015, 2017 | 2007, 2013, 2018    |
| Guatemala   | 2       | 0          | 2013, 2024                   |                     |
| Panamá      | 1       | 3          | 2018                         | 2009, 2011, 2017    |
| Honduras    | 1       | 2          | 2022                         | 2015, 2024          |
| El Salvador | 1       | 1          | 2007                         | 2006                |
| México      | 0       | 1          |                              | 2022                |

## Estadísticas

#### Resultados abultados
- Costa Rica 10-0  Belice en 2007
- Costa Rica 9-0  Belice en 2015
- México 7-2  Guatemala en 2022
- El Salvador 6-0  Belice  en 2007
- Nicaragua 6-3  Cuba en 2022